# 里芬斯贝格
里芬斯贝格是奥地利福拉尔贝格州布雷根茨县的一个市镇。总面积14.85平方公里，总人口1001人，人口密度67.4人/平方公里（2005年）。